# دونكان شارب
دونكان شارب (3 أغسطس 1937 في باكستان - )  (بالإنجليزية: Duncan Sharpe)‏ هو لاعب كريكت أسترالي. شارك مع منتخب باكستان للكريكت. أما مع النوادي، فقد لعب مع فريق جنوب أستراليا للكريكت ‏ وLahore cricket teams ‏ وPakistan Railways cricket team ‏.

## وصلات خارجية
- دونكان شارب على موقع إي آس بي آن كريك إنفو (الإنجليزية)